# قنزع (عبس)

تعديل مصدري - تعديل

قنزع هي إحدى قرى عزلة قطبة بمديرية عبس التابعة لمحافظة حجة، بلغ تعداد سكانها 199 نسمة حسب تعداد اليمن لعام 2004.